# Capoeta do Norte (condado)

Equatória Oriental - O Condado de Capoeta do Norte está ao norte do mapa

Capoeta do Norte é uma divisão administrativa do estado de Equatória Oriental, no Sudão do Sul. O povoado principal é Riwoto e o maior grupo étnico são os Toposa. O emblema do condado é um elefante.